# Castelnau-Durban
Castelnau-Durban è un comune francese di 432 abitanti situato nel dipartimento dell'Ariège nella regione dell'Occitania.

## Società

### Evoluzione demografica
Abitanti censiti